# Міські мури Парижа

Проєкція галло-римського фортечного муру (червона лінія) початку IV століття на сучасній карті центру Парижа з островом Сіте;
фіолетова — береги Сени в ту добу.

Міські мури Парижа (фр. Enceintes de Paris) — в історії Парижа, як мінімум, сім кам'яних фортечних мурів міста, які послідовно змінювали один одного й слугували оборонним цілям:
- галло-римський фортечний мур початку IV століття,
- три середньовічних, включаючи мур X століття, мур Філіппа Августа (enceinte de Philippe Auguste; зведений на правому березі в 1190—1209 рр. і на лівому березі в 1200—1215 рр.) і мур Карла V (enceinte de Charles V; зведений у 1356—1383 рр.),
- фортечні споруди Людовика XIII, відомі як «Жовті канави» (Fossés jaunes),
- мур генеральних відкупників (enceinte des Fermiers généraux; зведений у 1784—1790 рр., розібраний у 1860 році),
- Тьєрський мур (enceinte de Thiers; зведений у 1841—1844; зруйнований між 1919—1929 роками).

Починаючи з античності і до початку XX століття включно, Париж завжди був оточений фортечними мурами, за винятком одного століття: з 1670 року (дати зносу за наказом Людовика XIV муру Людовика XIII) до 1785 року (дати початку зведення муру відкупників).